# Laguna Corchal
A  Laguna Corchal é um lago localizado na Guatemala. Localiza-se no departamento de Retalhuleu, Município de Champerico.